# 이나리, 콩콩, 사랑의 첫걸음
《이나리, 콩콩, 사랑의 첫걸음》(일본어: いなり、こんこん、恋いろは。 이나리 곤콘 고이 이로하[*])은 요시다 모로헤가 그린 일본의 만화이다. 《영 에이스》에서 2010년 8월호부터 2015년 5월호까지 연재되었다.

## 개요
일본 교토부 교토시 후시미구를 무대로, 사소한 계기로 신의 변신 능력을 얻게 된 주인공이 연애와 우정을 경험해 가는 모습을 그린다. 단행본 누계 발행 부수는 2013년 11월 현재 35만 부 이상, 10대에서 30대 남성을 중심으로, 여성들의 지지도 받고 있다.。
2012년 12월 4일 발행된 《영 에이스》 2013년 1월호에서 애니메이션화가 발표되어, 2014년 1월부터 3월까지 방영되었다. 대한민국 내에서는 애니플러스에서 방영되었다.

## 줄거리
후시미 이나리는 동급생 탄바바시 코우지를 짝사랑하고 있지만 그 마음을 좀처럼 털어 놓을 수 없는 나날을 보내고 있었다. 어느날 이나리는 우카노미타마노가미 신의 시종인 여우 콩이 강에 떨어 걸쳐있는 곳을 구해준 것을 계기로 변신 능력을 얻게 된다. 그 날부터, 이나리는 친구와 신들의 도움을 얻으면서, 탄바바시와의 사이를 키워 나가려고 분투중.

## 등장인물

### 인간
후시미 이나리(伏見 いなり)
성우: 오조라 나오미
주인공. 후시미구에 거주하는 여자중학생. 후지노쿠사중학교 2학년. 아버지는 소녀만화가, 어머니는 그 어시스턴트이다. 노력파 성격. 탄바바시에 대한 애정을 품고 있다.
강에 떠내려 가려 하는 여우 신령, 콩을 구해준 것을 계기로, 우카노미타마노가미로부터 변신 능력을 얻게 된다.
그녀의 이름은 후시미구에 실존하는 후시미이나리대사, 후시미이나리 역에서 따온 것이다.
탄바바시 코우지(丹波橋 紅司)
성우: 오카모토 히로시
이나리의 동급생 남자 아이. 이나리가 짝사랑하는 상대. 농구부 소속. 의협심이 강한 성격으로 타인에게 친절하여 주변으로부터 인망이 두텁다. 아버지는 타계하였으며, 어머니와 남동생의 3인 가족. 연애에는 둔감하지만 이나리의 한결 같음은 눈채고 있다. 그 이름은 탄바바시 역에서 따온 것이다.
산조 케이코(三条 京子)
성우: 이케베 구미코
이나리의 어릴 적 친구인 동급생. 이나리로부터 여우의 소꿉 친구이며 동급생. 보이시한 외모에 남자 다운 성격. 항상 덜렁대는 이나리를 보며 곤두서있지만, 마음속으로 응원하고 있다. 또한 추위를 많이 타서 겨울철에는 교복에 검정 스타킹을 착용하고있다. 그 이름은 산조 역에서 따온 것이다,.
마루타마치 치카(丸太町 ちか)
성우: 사도하라 가오리
이나리의 친구이며 동급생. 이나리는 마루라고 부른다. 땋은 머리에 안경을 쓴 오타쿠 소녀. 이나에게 자주 불타오른다. 아케미를 그다지 좋아하지 않았으나, 화해한 이후로는 그 사랑을 응원하고 있다. 그 이름은 진구마루타마치 역에서 따온 것이다.
스미조메 아케미(墨染 朱美)
성우: 나미즈 이오리
이나리의 동급생 여자아이. 이나리가 선망하는 재색겸비의 반장같은 존재. 치카가 말하기로는 ‘후지노쿠사의 아이돌.’ 농구부 매니저. 아버지가 오카마이나, 본인은 신경쓰지 않고 있다. 이나리는 그녀가 코우지를 좋아한다고 오해하고 있었으나 본인에게는 그런 감정이 없다. 오해가 풀린뒤에 이나리를 이해해 주는 좋은 친구가 된다. 케이코의 남자같은 성격에 끌려 연애감정을 가지게 된다. 그 이름은 스미조메 역에서 따온 것이다.

### 타카마가하라
우카노미타마노카미(宇迦之御魂神)
성우: 쿠와시마 호코
이나리 신사의 주신, 곡물 신, 여신. 통칭은 우카. 인간계에서는 이나리 님(お稲荷さん)으로 부른다.
콩을 도와준 것에 대한 답례로, 이나리에게 자신의 신통력 일부를 나누어 준다.
오토메 게임에 빠져 있다. 자신을 좋아하는 친오빠를 기피하고 있다.
콩(コン)
성우: 하라 사유리
우카의 신사 중에 가장 어린 여우 신령. 강에 빠지려는 것을 이나리가 구해준 이후로, 이나리를 따른다. 변신능력이 있으나 미숙하여 여우 귀와 꼬리를 숨길 수 없다.
시시(シシ)
성우: 히노 사토시
우카의 여우 신령. 어미에 “쥬”를 붙여 말한다.
로로(ロロ)
성우: 하나에 나쓰키
우카의 여우 신령. 어미에 “데슈”를 붙여 말한다.
아마테라스오오미카미(天照大御神)
성우: 이소베 마사코
태양의 여신. 모든 신의 정점에 선 존재로, 그 명령은 어떤 신도 거스를 수 없다. 외형은 귓불이 이상하게 길다는 것을 제외하고 안경을 쓴 통통 아줌마이다. 새로운 신을 괴롭히는 것을 취미로하고 있지만, 대부분 심심풀이 같다.

## 매체

### 만화
"이나리, 콩콩, 사랑의 첫걸음"은 요시다 모로헤가 쓰고 그림그린 만화인데, 카도카와 쇼텐의 영 에이스 지의 2010년 8월호부터 연재가 시작되었다. 첫번째 단행본은 2011년 3월 31일에 발매되었고, 2013년 6월 2일 기준으로 총 6권의 단행본이 발매되어 있다. 스핀오프 작으로 "아나리, 요코마, 사랑의 첫걸음"(いなり、よんこま、恋いろは。)이라는 4컷 만화가 요시다가 쓰고 무쿠노키 나나츠가 그렸는데, 카도카와 쇼텐의 4코마 나노 에이스에서 2013년 5월과 10월호 사이동안 연재되었다.

### 애니메이션
텔레비전 애니메이션은 타카하시 토오루가 감독을 맡고, 프로덕션 아임즈가 제작을 맡았는데, 일본에서 2014년 1월 15일과 3월 19일 사이에 방영되었으며, Funimation이 동시 방영을 하였다. 오프닝 테마는 May'n이 부른 "오늘의 사랑빛깔"(今日に恋色)이고, 엔딩 테마는 사카모토 마야가 부른 "Saved"이다.